# Liste der Bischöfe von Genf
Die folgenden Personen waren Bischöfe und Fürstbischöfe von Genf:
- um 400 Isaac
- mind. ab 441 bis um 460 Salonius
- um 470 Eleutherius
- um 470 Theoplastus
- um 470 bis um 490 Domitianus
- um 513–523 (?) Maximus
- 541–549 Pappolus
- um 567–573 Salonius
- 584–585 Cariatto
- 601/02 Rusticius oder Patricius (?)
- 626/27 Abelenus
- um 650 Pappolus
- 664 Ethoaldus (?)
- 769–770 Gauzibertus
- um 800 Walternus
- 833 Altaldus
- 838? Aptadus (?)
- Boso
- 877 Ansegisus
- 882 Aptadus
- 899 Bernardus
- zwischen 899 und 906 Riculfe
- 906 Franco
- 927 Adelgaud
- 943–950 Aymon
- 958–978 Girardus
- 993–1020 Hugo
- zwischen 1020 und 1030 Konrad, vermutlich aus der Familie der Grafen von Lenzburg[1]
- zwischen 1020 und 1030 Adalgod
- zwischen 1020 und 1030 Bernardus
- 1030–1073 Fridericus
- zwischen 1073 und 1083 Boczadus
- 1083–1119 Guy de Faucigny
- 1120–1135 Humbert de Grammont
- 1135–1185 Arducius de Faucigny
- 1185–1205 Nantelmus
- 1205–1213 Bernard Chabert
- 1213 Pierre (de Sessons / Cessons ?)
- 1215–1260 Aymo von Grandson
- 1260–1267 Heinrich
- 1268–1275 Aymon de Cruseilles
- 1276–1287 Robert von Genf
- 1287–1294 Guillaume de Conflans
- 1295–1303 Martin de Saint-Germain
- 1304–1311 Aymon de Quart
- 1311–1342 Pierre de Faucigny
- 1342–1366 Alamand de Saint-Jeoire
- 1366–1377 Guillaume de Marcossey
- 1378–1385 Jean de Murol
- 1385–1388 Adhémar Fabri
- 1388–1408 Guillaume de Lornay
- 1408–1418 Jean de Bertrand
- 1418–1422 Jean de Rochetaillée
- 1422–1423 Jean Courtecuisse
- 1423–1426 Jean de Brogny
- 1426–1444 François de Metz
- 1444–1451 Amadeus von Savoyen
- 1451–1458 Peter von Savoyen
- 1460–1482 Johann Ludwig von Savoyen
- 1482 Domenico della Rovere
- 1482–1484 Jean de Compey
- 1484–1490 Franz von Savoyen
- 1490–1495 Antoine Champion
- 1495–1509 Philipp von Savoyen
- 1509–1513 Charles de Seyssel
- 1513–1522 Johann von Savoyen
- 1522–1543 Pierre de La Baume
- 1543–1550 Louis de Rye
- 1550–1556 Philibert de Rye
- 1556–1568 François de Bachod
- 1568–1578 Angelo Giustiniani
- 1578–1602 Claude de Granier
- 1602–1622 Franz von Sales
- 1622–1635 Jean-François de Sales
- 1639–1645 Juste Guérin
- 1645–1660 Charles-Auguste de Sales
- 1661–1695 Jean d’Arenthon d’Alex
- 1697–1734 Michel-Gabriel de Rossillon de Bernex
- 1741–1763 Joseph-Nicolas Deschamps de Chaumont
- 1764–1785 Jean-Pierre Biord
- 1787–1801 Joseph-Marie Paget
  - 1793–1794 François-Thérèse Panisseta
- 1802–1805 René des Monstiers de Mérinville
- 1805–1821 Irénée-Yves de Solle